# Kibakoganea yoshitomii
Kibakoganea yoshitomii är en skalbaggsart som beskrevs av Shinji Nagai 2004. Kibakoganea yoshitomii ingår i släktet Kibakoganea och familjen Rutelidae. Inga underarter finns listade i Catalogue of Life.